# Helen Churchill Candee
Helen Churchill Candee (5 de octubre de 1858 - 23 de agosto de 1949) fue una autora estadounidense, periodista, decoradora de interiores, feminista, y geógrafa. Es conocida como superviviente del hundimiento del RMS Titanic en 1912, y por su trabajo posterior como escritora de viajes y exploradora del Sureste Asiático.

## Primeros años
Helen nació Helen Churchill Hungerford, hija del comerciante de Nueva York Henry y Mary Elizabeth (de soltera, Hungerford) Churchill. Pasó la mayor parte de su infancia en Connecticut. Se casó con Edward Candee de Norwalk, Connecticut y tuvieron dos hijos, Edith y Harold. Después de que su marido abusivo abandonara a la familia, Helen Candee se mantuvo a sí misma y sus hijos como escritora para revistas populares como Scribner's y Ladies' Home Journal. Inicialmente escribió sobre los temas que le resultaban más familiares —etiqueta y protocolo y administración del hogar— pero pronto pasó a otros temas como cuidado de los niños, la educación, y los derechos de las mujeres. Durante varios años residió en Oklahoma, y sus historias sobre aquella región ayudaron a catapultarla a la prominencia nacional como periodista. Candee obtuvo el divorcio en 1896, después de un largo proceso de separación legal.

## Carrera
Candee era feminista, como evidencia su primer libro superventas, How Women May Earn a Living (1900). Su segundo libro, A Oklahoma Romance (1901), fue una novela que promovía las posibilidades de asentamiento en el territorio de Oklahoma.
Una figura literaria establecida, Candee se mudó a Washington D. C., donde se convirtió en una de las primeras decoradoras de interior profesionales. Sus clientes incluyeron al entonces secretario de Guerra Henry Stimson y al presidente Theodore Roosevelt. El libro de Candee, Periodos y Estilos Decorativos (1906), encarnó sus principios de diseño: cuidadosa investigación histórica y absoluta autenticidad.
Mientras estaba en Washington, Candee también mantuvo una activa vida social, sirviendo en muchos consejos cívicos e implicándose en la política demócrata. Sin embargo, sus amigos eran muy variados, desde el reformista liberal William Jennings Bryan a la ultraconservadora primera dama Helen Herron Taft. Su amistad con los Taft venía de mucho tiempo atrás, a pesar de sus diferentes opiniones sobre los derechos de las mujeres. También fue cercana al presidente Theodore Roosevelt y su esposa; dos de los encargos decorativos más importantes de Candee procedieron de los Roosevelt, el primero (en 1907) seleccionar un par de sillas Luis XVI para la primera dama, la otra una asesoría general en asociación con el arquitecto Nathan C. Wyeth para remodelar el ala oeste de la Casa Blanca (en 1909).
Candee fue fideicomisaria de la Galería de Arte Corcoran, miembro de la Archeological Society y la American Federation of Arts, y miembro de la junta del capítulo de Washington de la Asociación Nacional pro Sufragio de la Mujer.
En sus primeros años como periodista, Candee escribió ficción para revistas tradicionales de interés femenino como Good Housekeeping, Harper's Bazaar, The Lady's Home Journal y Woman's Home Companion. Sus artículos posteriores, centrados en el arte, cultura, y diseño, aparecieron en American Homes, American Magazine of Art, e International Studio. Candee también contribuyó a muchas de las principales revistas literarias y políticas de la época: Atlantic Monthly, The Century, Forum, Metropolitan, y Scribner's.
Escribió ocho libros – cuatro sobre artes decorativas, dos relatos de viajes, uno instructivo, y una novela. El libro más vendido de Candee fue The Tapestry Book (1912), que tuvo muchas ediciones.

## A bordo del Titanic
Candee viajó a Europa en la primavera de 1912, completando la investigación para The Tapestry Book, cuando recibió un telegrama de su hija, Edith, informándola de que Harold ("Harry"), había resultado herido en un accidente. Desde París, Candee reservó apresuradamente un pasaje de regreso en el nuevo trasatlántico de lujo, RMS Titanic. En el viaje, socializó con otros viajeros prominentes, como el mayor Archibald Butt que era el asesor del presidente Taft, el coronel Gracie, y el pintor Francis Davis Millet.
Como ningún elemento del equipaje o artículo personal estaba permitido a bordo de los botes salvavidas, Candee dio dos elementos preciosos, un camafeo de marfil con un retrato en miniatura de su madre y un pequeño frasco de brandy, a un amigo, el arquitecto de Nueva York Edward Austin Kent que tenía bolsillos. Estos fueron más tarde recuperados de su cadáver flotante y, en 2006, vendidos en subasta por alrededor de 80.000 dólares el camafeo y 40.000 el frasco. Candee pudo abordar el bote salvavidas 6 pero cayó y se rompió un tobillo en el proceso. También a bordo iba otra pasajera de primera clase, Margaret Brown (luego apodada "la insumergible Molly Brown"); ambas mujeres manejaron los remos del bote salvavidas.
Candee posteriormente concedió una breve entrevista sobre su experiencia al Washington Herald y escribió un artículo detallado sobre el desastre para Collier's Weekly. Este artículo de portada fue uno de los primeros relatos en profundidad de un testigo presencial del hundimiento publicado en una revista importante. El artículo insinuaba una implicación romántica con un pasajero masculino no identificado, que se cree es una amalgama de dos de sus escoltas en ruta, caballeros que siguiendo la cortesía tradicional se ofrecían como protectores, acompañantes, carabinas de damas que viajaran solas, el arquitecto de Nueva York Edward Austin Kent y el inversor de Londres Hugh Woolner.
La lesión de Candee en el Titanic la obligó a caminar con un bastón casi un año, pero en marzo de 1913 fue capaz de unirse a otras feministas ecuestres en el desfile "Voto para las Mujeres" por Pensilvania Avenue en Washington D. C., montando su caballo al frente de la procesión que culminó en las escaleras del Capitolio.

## Primera Guerra Mundial, viaje asiático, y últimos años
Durante la Primera Guerra Mundial, Candee trabajó como enfermera voluntaria en Roma y Milán bajo los auspicios de la Cruz Roja italiana, que la condecoró por su servicio. Uno de sus pacientes en Milán fue Ernest Hemingway.
Después de la guerra, viajó a Japón, China, Indonesia, y Camboya, y sus aventuras se convirtieron en la base para sus dos libros más celebrados: Angkor la Magnífica (1924) y News Journeys in Old Asia (1927). Candee fue honrada por el gobierno francés y el rey de Camboya por estos trabajos; también se le ordenó dar una lectura de Angkor ante el rey Jorge V y la reina María en el palacio de Buckingham.
Angkor la Magnífica fue el primer estudio en lengua inglesa importante sobre las ruinas de la antigua capital jemer de Angkor Wat, sus templos y alrededores. Llamada la "Ciudad Perdida" o la "Ciudad Maravillosa", Angkor Wat es considerada una de las grandes maravillas arqueológicas del mundo. En gran parte desconocida por los occidentales hasta la publicación del libro de Candee, su consiguiente popularidad sentó las bases para la entrada de Camboya en el circuito turístico moderno. En los viajes iniciales de Candee por el Sureste Asiático en 1922-23 fue acompañada por su hijo, Harry, con quien recorrió las entonces grandes junglas peligrosas e inexploradas con su guía nativo, montando un elefante que ella llamaba "Effie". En visitas posteriores, a la  autora se le unió su amiga y colaboradora, la ilustradora Lucille Douglass. A pesar de que The Tapestry Book fue el libro más lucrativo que escribió Candee, Angkor la Magnífica fue el más aclamado.
El éxito de Angkor y New Journeys la llevó a una próspera carrera como conferenciante sobre el Extremo Oriente, mientras su trabajo como periodista continuaba a buen ritmo. Fue brevemente editora en París para Decoration & Arts (1920–21) y permaneció en el equipo de asesoría editorial de esta publicación varios años.
En 1925, Candee estuvo entre los nueve miembros fundadores de la Sociedad de Mujeres Geógrafas. En 1935-36, con casi 80 años, Candee continuaba viajando al extranjero, escribiendo artículos para National Geographic. Sus primeros libros sobre diseño de interiores, The Tapestry Book y Periodos y Estilos Decorativos, fueron reeditados en 1935 y 1938 respectivamente, el primero en una caja coleccionable.

## Muerte
El 23 de agosto de 1949, a los 90 años, Candee falleció tras una breve enfermedad en su cabaña de verano en York Harbor, Maine. Fue enterrada en el cementerio First Parish Cemetery, en York, Maine. Le sobrevivieron su hija Edith Mathews, cuatro nietos y tres biznietos.

## Legado
Helen Churchill Candee es un personaje secundario en la novela de Danielle Steel No Greater Love, basada en el hundimiento del Titanic.
Fue también representada en un cameo en el documental en 3-D de Walt Disney Misterios del Titanic (2003), sobre la expedición del productor y director de cine James Cameron a los restos del Titanic. Fue interpretada por la actriz Adriana Valdez y la escena en que aparece la figura de Candee recrea su supuesta visita a la proa del trasatlántico la noche anterior al naufragio. Se cree que esta historia, basada en un posiblemente romantizado manuscrito de Candee, inspiró la famosa escena de amor "al atardecer" entre los personajes de Rose y Jack en la anterior película Titanic (1997).
Los artículos de Helen Candee relacionados con el Titanic, incluyendo el camafeo y el frasco, fueron subastados por sumas récord en 2005-6. Las cartas y el manuscrito que se cree inspiraron a Cameron también fueron vendidos por la familia de Candee por entonces. En 2007, la que fue la casa de Helen Candee en Washington fue adquirida por el The Fund for American Studies. En 2008, su libro Angkor la Magnífica fue reeditado en una edición especial que incluyó un prefacio nuevo y un perfil biográfico. En 2009, la recién nombrada embajadora de Estados Unidos en Camboya, Carol Rodley, presentó una copia como regalo protocolario al rey Norodom Sihamoní a su llegada al palacio jemer en Nom Pen.